# Libertador (Táchira)
Pour les articles homonymes, voir Libertador.
Libertador est l'une des vingt-neuf municipalités de l'État de Táchira au Venezuela. Son chef-lieu est Abejales. En 2011, la population s'élève à 22 464 habitants.

## Géographie

### Subdivisions
La municipalité est divisée en quatre paroisses civiles avec, chacune à sa tête, une capitale (entre parenthèses) :
- Doradas (El Milagro) ;
- Emeterio Ochoa (Puerto Nuevo) ;
- Libertador (Abejales) ;
- San Joaquín de Navay (San Joaquín de Navay).